# Kurt De Backer
Kurt De Backer (ca. 1978) is een Belgisch boogschutter.

## Levensloop
In 2010 werd hij vierde op het Europese kampioenschappen indoor. In de halve finales moest hij de duimen leggen tegen de Duitser Sebastian Rohrberg en in de strijd om de derde plek bleek de Oekraïner Markijan Ivasjko te sterk. Op de wereldkampioenschappen van 2011 bereikte hij de 1/16e finale. Hij werd er uitgeschakeld door de Zuid-Koreaan Oh Jin-hyek. Op het EK van 2012 bereikte hij in het onderdeel 'gemengd team' met Sabrina Struyf de kwartfinales. Individueel werd hij er uitgeschakeld in de 1/32e finale. Op het WK indoor van 2014 bereikte hij de 1/8e finales met het Belgisch team (voorts samengesteld uit Nico Thiry en Bart Geeraerts).
In 2023 werd hij Belgisch kampioen (outdoor).
Hij heeft een relatie met Olena Kushniruk, eveneens actief in het boogschieten.